# Cmentarz wojenny nr 51 – Rotunda
Cmentarz wojenny nr 51 – Rotunda – austriacki cmentarz z I wojny światowej, obecnie całkowicie zrekonstruowany (stan na czerwiec 2021), usytuowany na szczycie góry Rotunda w Beskidzie Niskim w pobliżu miejscowości Regietów.
Założenie cmentarza zaprojektował Dušan Jurkovič. Pochowano tu 42 żołnierzy austro-węgierskich oraz 12 rosyjskich poległych w lutym i marcu 1915 roku.
Obiekt na planie koła otoczony jest kamiennym murkiem. Pierwotnie stało na cmentarzu 5 wysokich drewnianych wież – krzyży utrzymanych w stylistyce łemkowskiej – centralna o wysokości 16 metrów i 4 poboczne, 12 – metrowe. W maju 1979 wszystkie wieże były jeszcze oszalowane. W roku 1980 cmentarz został wpisany do rejestru zabytków, jednak nie rozpoczęto żadnych prac konserwatorskich. Wtedy zachowane były jeszcze fragmenty trzech z pięciu drewnianych wież.
W osiemdziesiątą rocznicę Operacji Gorlickiej (maj 1915) w 1995 roku rozpoczęto przy pomocy Austriackiego Czarnego Krzyża oczyszczanie i zabezpieczanie terenu cmentarza. Z inicjatywy SKPB w Warszawie zawiązano Stowarzyszenie Społeczny Komitet Odbudowy Cmentarza Wojennego na Rotundzie. W roku 2004, dzięki pomocy finansowej Austriackiego Czerwonego Krzyża wykonano nowe 24 krzyże nagrobne i tablice z nazwiskami. W roku 2008 przeprowadzono rekonstrukcję jednej z wież, a w kolejnym roku – drugiej. W 2013 roku postawiono fundamenty pod kolejną mniejszą wieżę a na jesieni 2014 została ukończona. W roku 2016 powstały dwie ostatnie odbudowane wieże.
Na kamiennej tablicy inskrypcyjnej z wykutym krzyżem maltańskim i czterowierszem w języku niemieckim, autorstwa Hansa Hauptmanna. W tłumaczeniu brzmi on:
Nie płaczcie, że leżymy tak z dala od ludzi,
A burze już nam nieraz we znaki się dały –
Wszak słońce co dzień rano tu nas wcześniej budzi
I wcześniej okrywa purpurą swej chwały.

## Galeria

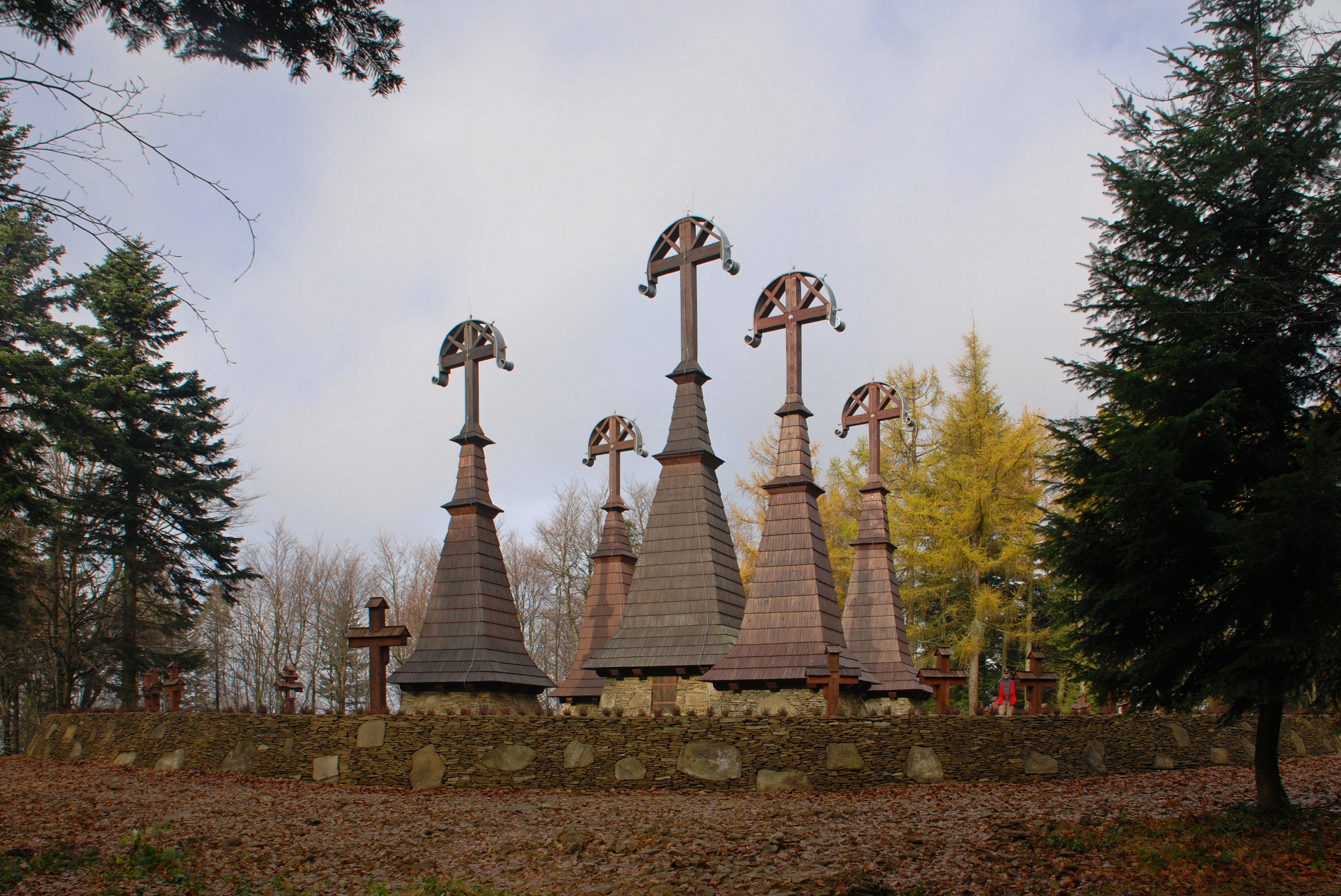
Widok ogólny
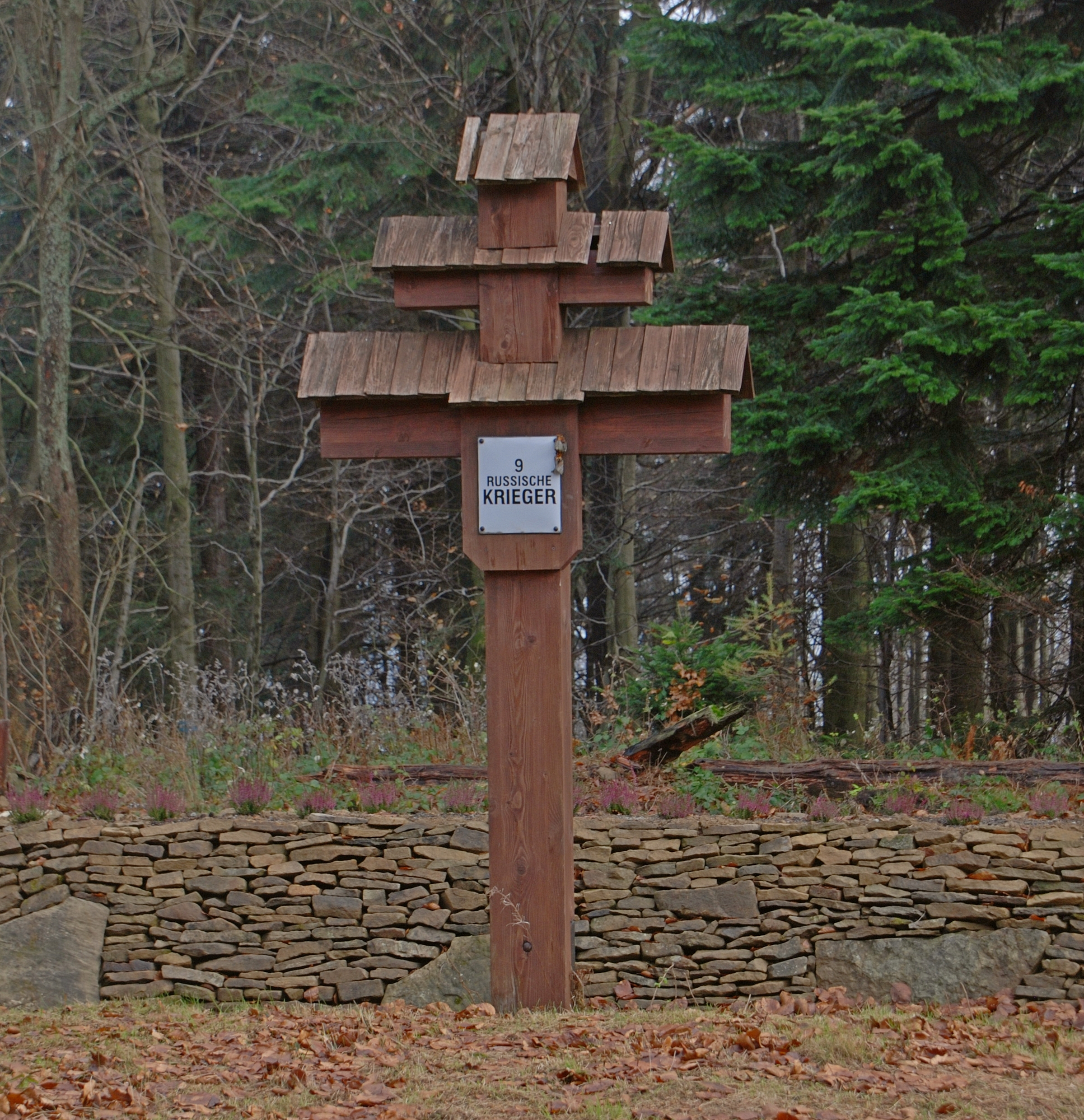
Krzyż dwuramienny
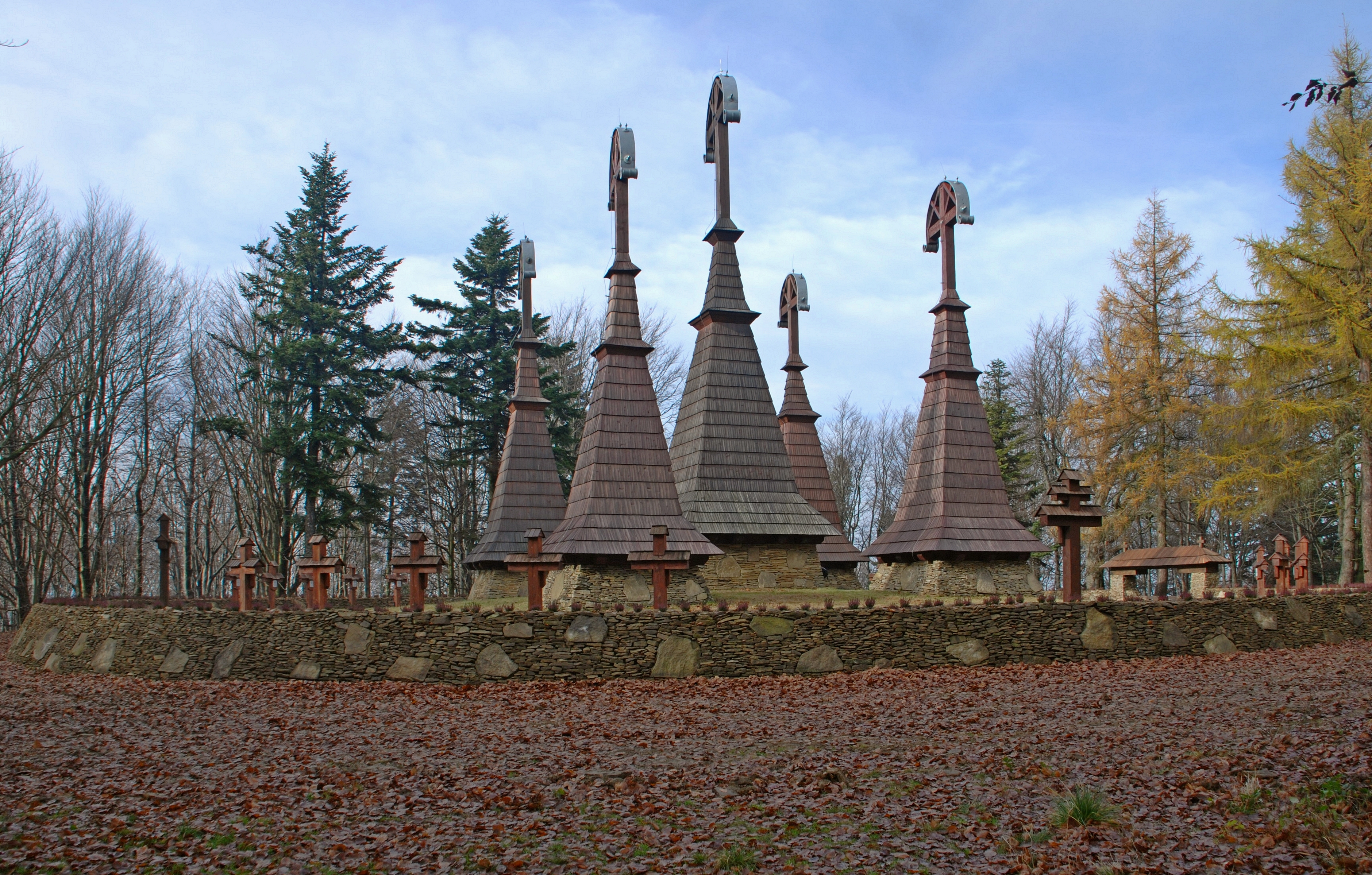
Fragment cmentarza
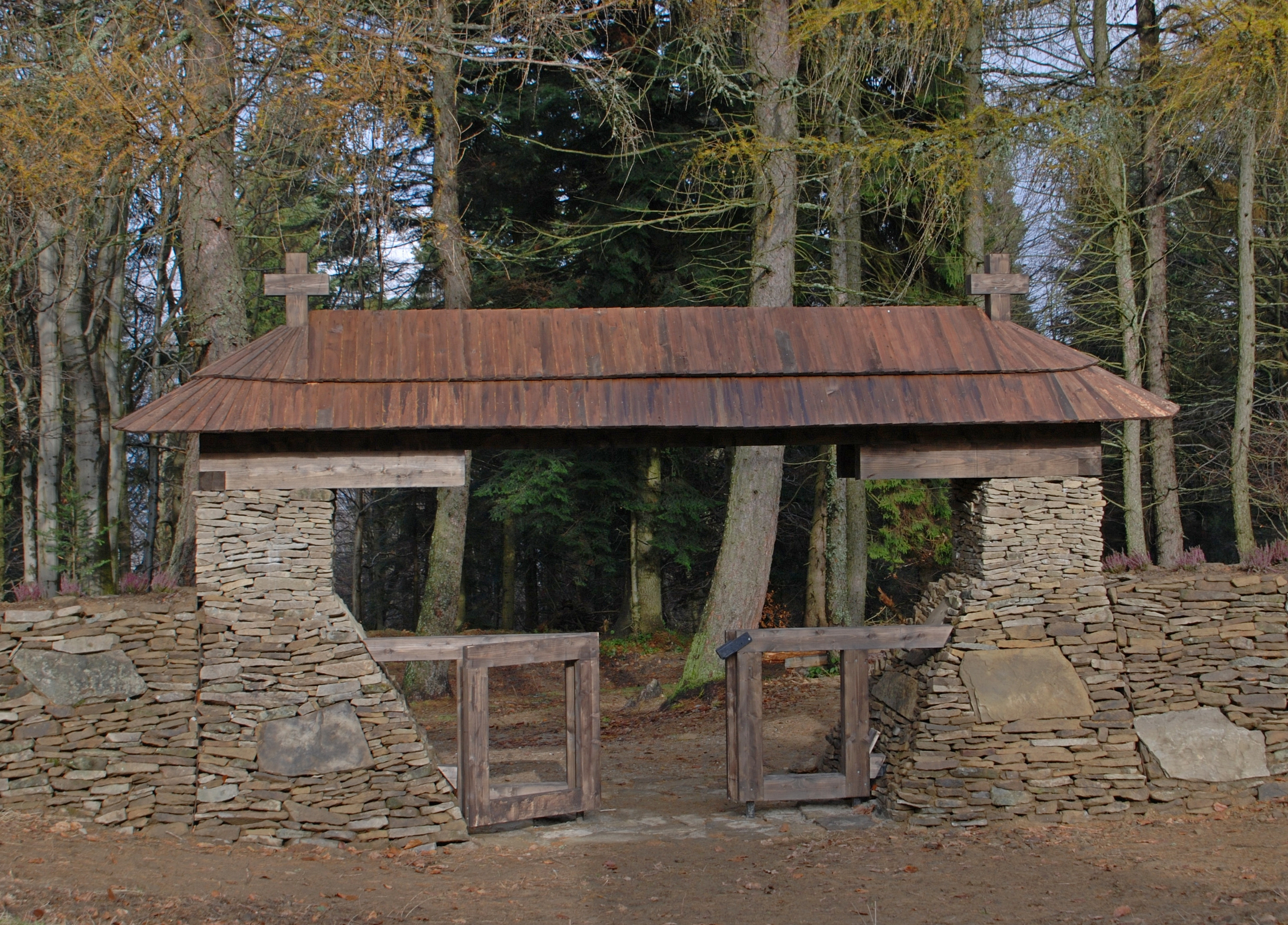
Fragment cmentarza
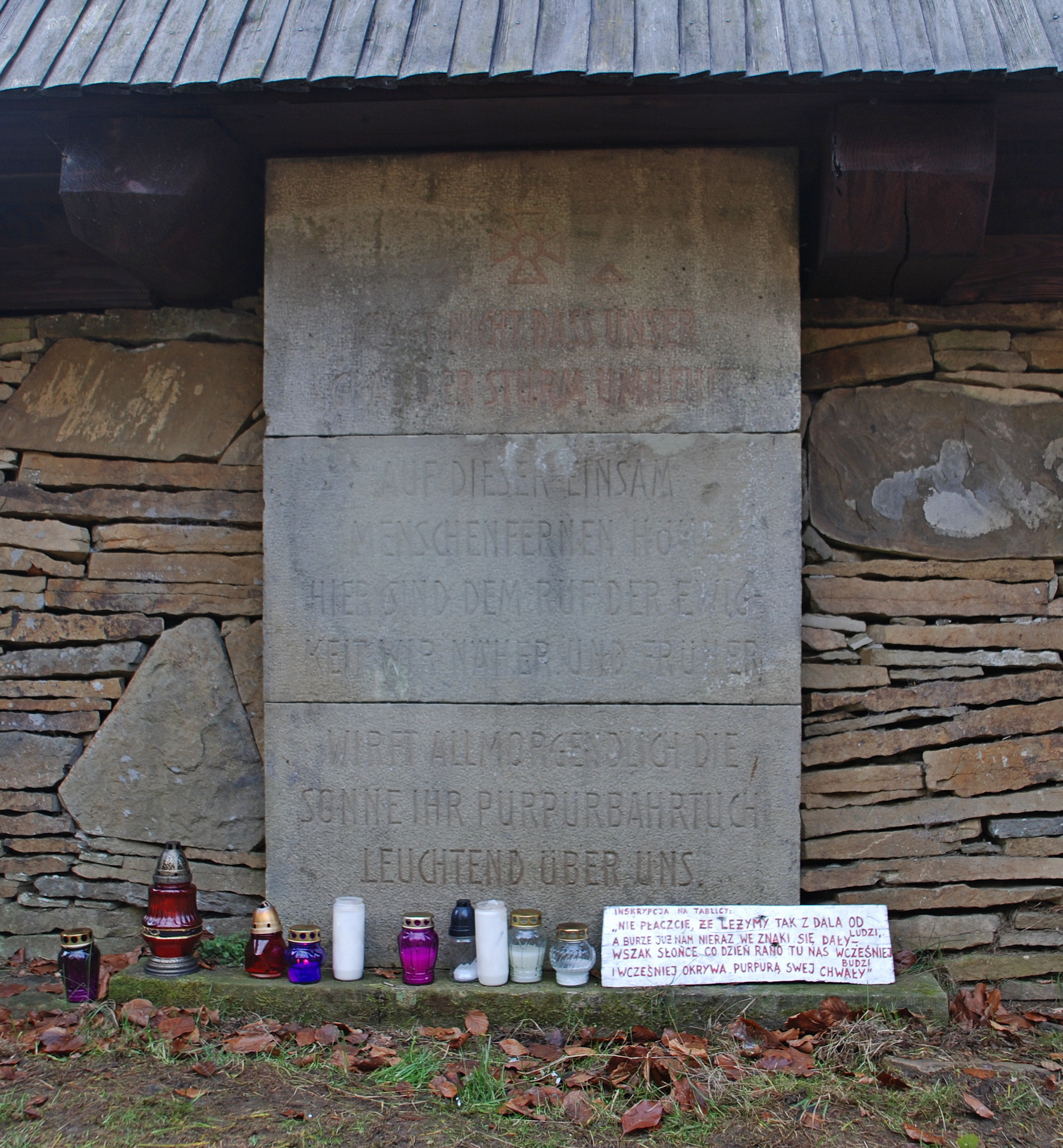
Inskrypcja
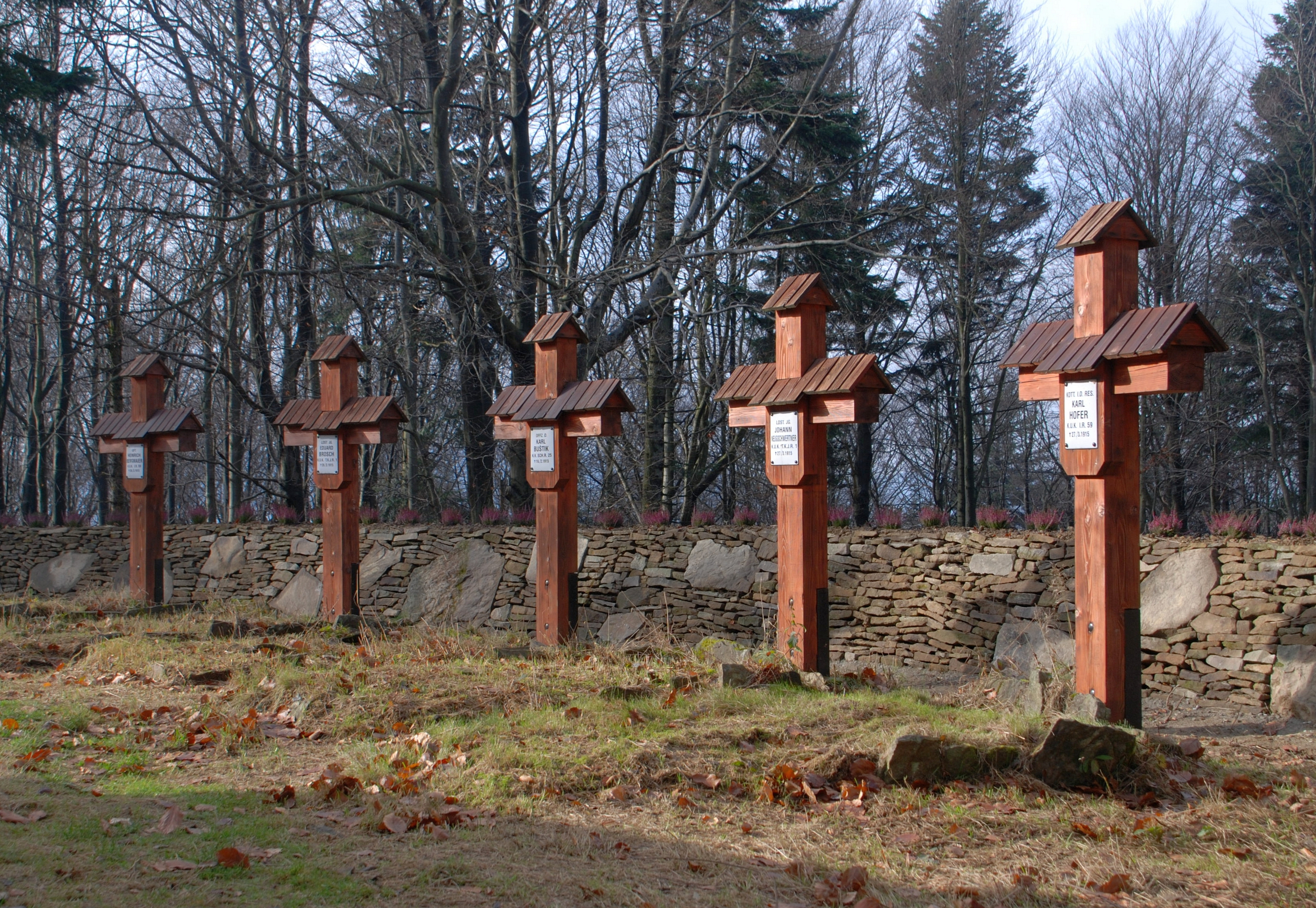
Krzyże jednoramienne